# Wolf von Pfuel
Wolf Kurt Ernst Adalbert von Pfuel (* 4. Dezember 1809 in Berlin; † 9. August 1866 in Pohrlitz bei Brünn) war preußischer Generalmajor und zuletzt Kommandeur der 3. Kavallerie-Brigade.

## Leben

### Herkunft
Wolf stammte aus dem alten in Jahnsfelde in der Märkischen Schweiz ansässigen Adelsgeschlecht von Pfuel. Seine Eltern waren der General Ernst Adolf Heinrich von Pfuel (* 3. November 1779; † 3. Dezember 1866) und dessen Ehefrau Karoline von Byern (* 1. November 1786; † 22. Oktober 1843).

### Werdegang
Er kam am 21. Dezember 1825 als Husar in das 10. Husaren-Regiment. Dort wurde er am 13. Dezember 1827 Portepeefähnrich und am 10. April 1828 in das 11. Husaren-Regiment versetzt. Am 15. Januar 1829 wurde er zunächst überzähliger Seconde-Lieutenant und am 15. Januar 1830 einrangiert. Vom 1. April 1832 bis zum 1. Oktober 1833 war er zum Lehr-Eskadron abkommandiert und in der Zeit am 1. Mai 1835 für 1 Jahr nach Neuchatel geschickt.
Am 17. März 1838 kam er zum Garde-Dragoner-Regiment und wurde dort zunächst aggregiert. Nachdem er sein Patent erhalten hatte, kam er am 12. Dezember 1842 in das 1. Garde-Ulanen-Landwehr-Regiment. Er wurde am 18. Juni 1844 mit dem Schwedischen Schwert-Orden 3. Klasse ausgezeichnet und am 13. November 1845 zum Rittmeister und Eskadronschef ernannt. Am 18. Juni 1853 wurde er Major und kam 13. August 1853 zu den etatsmäßigen Stabsoffizieren. Am 7. Oktober 1854 wurde er zum Direktor der Garde-Divisionsschule ernannt. Von dort wurde er am 30. April 1857 als Kommandeur in das 11. Husaren-Regiment versetzt und am 22. Mai 1858 zum Oberstleutnant befördert. Dort wurde er mit dem Kommandeurskreuz der niederländischen Eichenkrone und am 25. Mai 1860 mit dem Roten Adlerorden 3. Klasse ausgezeichnet. Am 1. Juli 1860 zum Oberst befördert, bekam er am 18. Oktober 1861 auch den Kronenorden 3. Klasse. Anschließend wurde er am 2. Juli 1862 als Kommandeur in die 15. Kavallerie-Brigade versetzt und dazu à la suite des 11. Husaren-Regiments gestellt. Am 16. September 1862 kam er als Kommandeur in die 3. Kavallerie-Brigade, wo er am 25. Juni 1864 zum Generalmajor befördert wurde. Außerdem erhielt er am 11. Juni 1864 den Kronenorden 2. Klasse. Während des Deutschen Krieges wurde er am 8. Mai 1866 zum Kommandeur der 2. Schweren Kavalleriebrigade der 1. Armee ernannt. Er kämpfte in der Schlacht bei Königgrätz und im Gefecht bei Tobitschau. 
Pfuel starb zwei Wochen vor Friedensschluss, am 9. August 1866, in Pohrlitz bei Brünn an der Cholera und wurde auf dem Stammsitz der Familie in Jahnsfelde beigesetzt.

### Familie
Er heiratete am 18. Mai 1843 in Berlin Marie Karoline Theodore von Lamprecht (* 29. Juli 1823; † 13. Oktober 1860). Das Paar hatte mehrere Kinder:
- Elisabeth (* 19. Februar 1844; † 1919)[2] ⚭ 1866 Hermann von Rhaden[3]
- Maria (* 27. Juni 1845; † 1930) ⚭ 1868 Martin Gustav Wilhelm von Goßler (* 18. März 1843; † 3. Oktober 1898), Generalleutnant[4]
- Klara (* 22. August 1847; † 1930)[5] ⚭ 1868 Konrad von Gerlach (* 29. April 1836; † 23. Juni 1875)[6], Divisionsprediger
- Kurt Wolf (* 28. September 1849; † 16. Juli 1936), preußischer General der Kavallerie ⚭ 1886 Gräfin Anna von der Groeben
- Anna Maria Klara (* 2. Februar 1853) ⚭ 1871 Konrad von Dieskau (* 6. Dezember 1841), Major im Invalidenhaus in Berlin[7]

Eine bereits geplante Heirat mit Frieda Senfft von Pilsach kam durch den plötzlichen Tod des Generals nicht mehr zustande.